# Beplessia dispar
Beplessia dispar är en insektsart som först beskrevs av Johann Gottlieb Otto Tepper 1896.  Beplessia dispar ingår i släktet Beplessia och familjen gräshoppor. Inga underarter finns listade i Catalogue of Life.